# نيك فان دير فيلدين
نيك فان دير فيلدين (بالهولندية: Nick van der Velden)‏ (16 ديسمبر 1981 بأمستردام في هولندا - ) هو لاعب كرة قدم هولندي في مركز الوسط. لعب مع آر كي سي فالفيك وإن إي سي نيميخن وإي زد ألكمار وفيلم تو تيلبورغ ونادي دوردريخت ونادي غرونينغن.

## وصلات خارجية
- نيك فان دير فيلدين على موقع قاعدة بيانات كرة القدم.إي يو (الإنجليزية)
- نيك فان دير فيلدين على موقع Soccerway.com (الإنجليزية)